# Parthenium fruticosum
Parthenium fruticosum là một loài thực vật có hoa trong họ Cúc. Loài này được Less. ex Schltdl. & Cham. mô tả khoa học đầu tiên năm 1830.